# Новокрасновка (Луганская область)
Новокрасновка (укр. Новокраснівка) — село, относится к Антрацитовскому району Луганской области Украины. Под контролем самопровозглашённой Луганской Народной Республики.

## География
Село расположено на реке Нагольной. Ближайшие населённые пункты: сёла Бобриково и Дьяково (ниже по течению Нагольной) на западе, Егоровка на северо-западе, Платоновка, Благовка и Новодарьевка (выше по течению Нагольной) на северо-востоке, Клуниково на юго-востоке.

## Население
Население по переписи 2001 года составляло 273 человека.

## Общие сведения
Почтовый индекс — 94695. Телефонный код — 6431. Занимает площадь 0,985 км². Код КОАТУУ — 4420381105.
19 июля 1943 года на окраине села похоронена старший лейтенант Буданова Екатерина Васильевна, старший летчик 73 гвардейского истребительного авиаполка, погибшая в бою с группой Ме-109. В 1993 году ей посмертно присвоено звание Герой России.

## Местный совет
94694, Луганская обл., Антрацитовский р-н, с. Бобриково, ул. Колхозная, 11